# Flukea
Flukea là một chi ruồi trong họ Syrphidae.